# Joseph Webber Jackson
Joseph Webber Jackson (* 6. Dezember 1796 in Cedar Hill, Georgia; † 29. September 1854 in Savannah, Georgia) war ein amerikanischer Politiker und Jurist. Er vertrat den Bundesstaat Georgia im Repräsentantenhaus der Vereinigten Staaten.
Der nahe Savannah geborene Joseph Jackson studierte Rechtswissenschaften und arbeitete nach seiner Zulassung in Georgia als Rechtsanwalt. Er gehörte dem Gemeinderat von Savannah an und wirkte auch als Bürgermeister der Stadt. Danach wurde er als Abgeordneter in das Repräsentantenhaus von Georgia gewählt und vertrat später einen Wahlkreis im Staatssenat. Jackson war Captain der Savannah Volunteer Guards und später Colonel des 1. Regimentes der Miliz von Georgia, eines Freiwilligenverbandes auf dem Gebiet des Bundesstaates und einer Vorläuferorganisation der Army National Guard von Georgia. Jackson arbeitete auch als Richter am Superior Court des Bundesstaates.
Jackson wurde 1850 für die Restlaufzeit des Mandats des zurückgetretenen Thomas Butler King als Abgeordneter der Demokraten für den ersten Wahlbezirk in Georgia in der 31. Wahlperiode in das US-Repräsentantenhaus gewählt. Für die 32. Wahlperiode wurde er wiedergewählt und amtierte somit vom 4. März 1850 bis zum 3. März 1853. Er trat nicht erneut zur Wahl an, sein Nachfolger wurde James Lindsay Seward.